# تيلفورد يونايتد (1872–2004)
نادي تيلفورد يونايتد لكرة القدم هو نادي كرة قدم بريطاني أٌسس عام 1872.